# Internationella arbetsorganisationen
Internationella arbetsorganisationen (engelska: International Labour Organization, ILO) grundades 1919 och har sitt säte i Genève i Schweiz. Organisationens mål är att främja social rättvisa och humana arbetsvillkor som en förutsättning för fred mellan och inom nationerna emot barnarbete och människohandel. 
ILO:s beslutande organ är Internationella arbetskonferensen, dess sekretariat är Internationella arbetsbyrån.
ILO:s stadga inskrevs om kapitel XIII i Versaillesfördraget och avsågs då fungera som en oberoende del av Nationernas förbund. Den första kongressen hölls i Washington 1919.  Sedan Nationernas förbund upplöstes 1946 är ILO i stället ett självständigt fackorgan för efterföljaren Förenta nationerna (FN). Generaldirektör sedan oktober 2022 är Gilbert Houngbo. I samband med att organisationen firar 100 år tillsatte dåvarande geny Guy Ryder en internationell kommission för att få fram förslag på hur organisationen kan utvecklas vidare. Den leddes av Sveriges statsminister Stefan Löfven, tillsammans med Sydafrikas president Cyril Ramaphosa. Kommissionens rapport lades fram i februari 2019.
År 1969 tilldelades organisationen Nobels fredspris.

## Konventioner i urval
- ILO Konvention nr 169 om Indigenous and Tribal Peoples in Independent Countries om urfolks rättigheter, 1989.
- ILO Konvention nr 189 om hushållsarbetare, 2011

## Generaldirektörer
- Albert Thomas (1920–1932)
- Harold Butler (1932–1939)
- John Winant (1939–1941)
- Edward Phelan (1941–1948)
- David A. Morse (1948–1970)
- Wilfred Jenks (1970–1973)
- Francis Blanchard (1974–1989)
- Michel Hansenne (1989–1999)
- Juan Somavía (1999–2012)
- Guy Ryder (2012–2022)
- Gilbert Houngbo (2022–)

## Svenskar med koppling till organisationen, i urval
- Matts Bergom Larsson
- Hans Hammar
- Anna-Greta Leijon